# Ereca soerenseni
Ereca soerenseni is een hooiwagen uit de familie Assamiidae.